# Cheng Fei
Cheng Fei, em chinês simplificado: 程菲, (Huangshi, 29 de maio de 1988) é uma ginasta chinesa, que compete em provas de ginástica artística.
Fei é duas vezes bicampeã nacional do solo (2004-2005 e 2007-2008), bicampeã do salto (2007-2008) e campeã da trave. Em mundiais, Cheng é tricampeã do salto, campeã por equipes e campeã do solo. Em Jogos Olímpicos, é a campeã por equipes, além de medalhista de bronze na trave e no salto.
Por seus títulos conquistados, é uma ginasta de prestígio nacional e internacional.

## Carreira
Fei Cheng começou na ginástica através da calistenia – um conjunto de movimentos similar à ginástica, que visa potencializar os grupos musculares diretamente ligados aos movimentos. É única e propriamente uma potencialização muscular -, que praticava com seu pai pelas manhãs antes das aulas. Mais tarde, o técnico Jin Ke, amigo das partidas de tênis de Ligao Cheng, viu o talento da menina e decidiu treiná-la na ginástica. Aos quatro anos, iniciou suas práticas na modalidade e aos cinco já ganhava suas primeiras medalhas, em uma competição local. Aos sete anos, Cheng matriculou-se no Instituto de Educação Física Wuhan, passando a integrar oficialmente o programa nacional desportivo. Três anos mais tarde, Fei foi convidada a integrar a equipe de Hubei. Em 2001, aos treze anos de idade, a jovem ginasta conquistou uma vaga na equipe nacional chinesa, passando a ter como técnicos os compatriotas Shanshen Lu e Qun Lin Liu.
Três anos mais tarde, em sua primeira competição internacional de grande porte, os Jogos Olímpicos de Atenas, na Grécia, a atleta esteve em duas finais. Na primeira delas, por equipes, terminou com a sétima colocação. Já na segunda, no solo, ficou à frente da brasileira Daiane dos Santos, na quarta posição. Ainda em 2004, Fei conquistou medalhas em duas etapas da Copa do Mundo. Em Glasgow, foi prata no solo e bronze no salto, enquanto em Birmingham, ficara com o bronze na prova do solo.
Em 2005, Fei participou de seu primeiro Campeonato Mundial de Ginástica Artística, realizado em Melbourne, Austrália. Nesta edição, a ginasta conquistou uma medalha de ouro na prova do salto sobre a mesa e entrou para a história do desporto como a primeira ginasta a realizar o salto de maior dificuldade até então -  o Cheng. Anteriormente, nesse mesmo ano, em duas etapas da Copa Mundo – Ghent e Nova Iorque – a atleta havia conquistado o bronze neste aparelho.
No ano seguinte, no Campeonato Mundial em Aarhus, Fei Cheng competiu nos exercícios de solo e salto e garantiu as duas medalhas de ouro, tornando-se bicampeã do salto sobre a mesa. Outra primeira posição conquistada pela ginasta nesta competição foi a por equipes. Cheng encerrou 2006 na 13ª Final da Copa do Mundo de Ginástica Artística, em São Paulo. No solo, a chinesa ficou em quinto lugar, atrás de três brasileiras - Daiane dos Santos - ouro, Laís Souza - bronze e Daniele Hypólito, quarto lugar - e uma britânica, Elizabeth Tweddle, que ficou com a prata. No salto sobre o cavalo, disputando com Laís Souza, a chinesa conquistou a primeira colocação.
2007 a ginasta iniciou conquistando medalhas nas etapas da Copa. Foram de ouro na trave, no solo e no salto na etapa eslovena, em Maribor, da Copa do Mundo. E, na posterior, em Shanghai, a ginasta chinesa encerrou sua participação no evento com duas medalhas de ouro: solo e salto. Em seguida, no Campeonato Nacional Chinês, Fei conquistou as medalhas de ouro no solo e no salto. Na segunda metade do ano, no Campeonato Mundial de Stuttgart, a atleta esteve em três finais. Na primeira, conquistou a medalha de prata por equipes, invertendo as colocações com as norte-americanas no último Mundial. Nas duas seguintes - as individuais por aparelhos - Fei conquistou seu tricampeonato no salto e a quinta colocação no solo, após uma falha grave em seu salto final.[carece de fontes?]
O ano seguinte começou para Cheng com o Campeonato Chinês, no qual conquistou o bicampeonato tanto no solo, quanto no salto. Na Copa do Mundo, a primeira etapa de que participou foi a de Taijin, onde, além das conquistas em seus dois principais aparelhos, conquistou também a primeira posição na trave. Em agosto, a atleta participou da mais importante competição do ano, os Jogos Olímpicos, de edição realizada em Pequim. Nele, Fei esteve presente em três finais por aparelhos e na final por equipes, com apresentações precisas, que agradaram o público chinês. Com pouco mais de dois pontos de vantagem, as chinesas conquistaram o ouro sobre as norte-americanas. Na prova seguinte, do salto, a atleta chinesa caiu na segunda fase da disputa e terminou com o bronze. No mesmo dia, desconcentrada pelo favoritismo não confirmado na prova anterior, a ginasta sofreu uma nova queda, no solo, terminando na sétima posição. Na última final, do último dia de provas, Cheng conquistou novo bronze, ao ser superada pelas norte-americanas Shawn Johnson e Nastia Liukin, na trave. Encerrando o ano, duas etapas da Copa do Mundo. Em Stuttgart, na Alemanha, Fei conquistou três medalhas de ouro: A primeira, no salto, seguida das medalhas no solo e na trave. Na final, em Madrid – Espanha, Cheng conquistou ouro no solo e ouro no salto. Uma queda e uma penalização na trave, a deixaram na sexta colocação.
Tradicionalmente as chinesas possuem como aparelhos principais as barras assimétricas e a trave. Ao contrário, Fei Cheng tornou-se especialista em provas de solo e salto – aparelho no qual possui um movimento nomeado após sua primeira bem sucedida execução, o Cheng, que consiste em uma entrada de costas na mesa de impulso, seguida de uma invertida para frente (meio giro) com um twist esticado e meio, e o favoritismo em todas as competições, dadas suas notas de partida altas (6,5) e suas precisas execuções. Mais recentemente, a ginasta se mostrou também eficiente em provas na trave.
Em sua primeira competição de 2009 o Chinese Nationals, Cheng conquistou duas medalhas de ouro em seus aparelhos de melhor desempenho, solo e salto.[carece de fontes?] No compromisso seguinte, a ginasta fez sua estreia do ano em competições internacionais, como parte da equipe que disputou a Universíade 2009, em Belgrado, na Sérvia. Nela, a ginasta subiu ao pódio na primeira colocação por equipes, ao lado da companheira olímpica Jiang Yuyuan. Na prova do salto, a atleta atingiu a nota 14,362, insuficiente para superar os 14,712 da norte-coreana Hong Un Jong, e encerrou o evento com a prata individual.

## Principais resultados
| Ano  | Evento                                    | AA | Equipe           | Salto sobre o cavalo | Trave             | Barras assimétricas | Solo              |
| ---- | ----------------------------------------- | -- | ---------------- | -------------------- | ----------------- | ------------------- | ----------------- |
| 2004 | Copa do Mundo – Glasgow                   |    |                  | Medalha de bronze    |                   |                     | Medalha de prata  |
| 2004 | Copa do Mundo – Birmighan                 |    |                  |                      |                   |                     | Medalha de bronze |
| 2004 | Campeonato Nacional Chinês                |    |                  | Medalha de ouro      |                   |                     |                   |
| 2004 | Jogos Olímpicos                           |    | 7º               |                      |                   |                     | 4º                |
| 2005 | Copa do Mundo – Nova Iorque               |    |                  | Medalha de bronze    |                   |                     |                   |
| 2005 | Campeonato Nacional Chinês                |    |                  | Medalha de ouro      |                   |                     |                   |
| 2005 | Copa do Mundo – Ghent                     |    |                  | Medalha de bronze    |                   |                     |                   |
| 2005 | Campeonato Mundial de Ginástica Artística |    |                  | Medalha de ouro      |                   |                     |                   |
| 2006 | Copa do Mundo – Lyon                      |    |                  | Medalha de ouro      |                   |                     | Medalha de ouro   |
| 2006 | Copa do Mundo – Shanghai                  |    |                  | Medalha de ouro      |                   |                     | Medalha de ouro   |
| 2006 | Copa do Mundo – São Paulo                 |    |                  | Medalha de ouro      |                   |                     |                   |
| 2006 | Campeonato Mundial de Ginástica Artística |    | Medalha de ouro  | Medalha de ouro      |                   |                     | Medalha de ouro   |
| 2006 | Jogos Asiáticos                           |    | Medalha de ouro  | Medalha de ouro      |                   |                     | Medalha de ouro   |
| 2007 | Copa do Mundo – Maribor                   |    |                  | Medalha de ouro      | Medalha de ouro   |                     | Medalha de ouro   |
| 2007 | Campeonato Mundial de Ginástica Artística |    | Medalha de prata | Medalha de ouro      |                   |                     | 5°                |
| 2007 | Campeonato Nacional Chinês                |    |                  | Medalha de ouro      |                   |                     | Medalha de ouro   |
| 2007 | Copa do Mundo – Shanghai                  |    | Medalha de ouro  |                      |                   |                     | Medalha de ouro   |
| 2008 | Campeonato Nacional Chinês                |    |                  | Medalha de ouro      |                   |                     | Medalha de ouro   |
| 2008 | Copa do Mundo – Taijin                    |    |                  | Medalha de ouro      | Medalha de ouro   |                     | Medalha de ouro   |
| 2008 | Jogos Olímpicos                           |    | Medalha de ouro  | Medalha de bronze    | Medalha de bronze |                     | 7°                |
| 2008 | Copa do Mundo – Stuttgart                 |    |                  | Medalha de ouro      | Medalha de ouro   |                     | Medalha de ouro   |
| 2008 | Copa do Mundo – Madrid                    |    |                  | Medalha de ouro      |                   |                     | Medalha de ouro   |
| 2009 | Campeonato Nacional Chinês                |    |                  | Medalha de ouro      |                   |                     | Medalha de ouro   |
| 2011 | Campeonato Nacional Chinês                |    |                  | Medalha de prata     |                   |                     | 9º                |